# 陳敬德
陳敬德（Chen Jingde，1990年1月26日－），生於中國雲浮市，香港足球運動員，司職右後衛。

## 球員生涯
陳敬德生於中國雲浮市，於2006年隨父母來港定居，住在粉嶺，並入讀大埔佛教慧遠中學，而他於同年成為地區球會和富大埔青年軍，直到2010年正式圓夢成為職業球員。
2013/14球季，他協助和富大埔奪得乙組聯賽冠軍，升班挑戰新成立的港超聯，並於2014年9月13日對傑志的史上港超聯賽事，在完場前首個港超聯入球，惟最終和富大埔以1–4落敗。季尾和富大埔亦降班收場，雖然香港足總邀請挽留球隊，最後因沒有贊助商而沒有留班，而陳敬德選擇繼續留隊，轉戰業餘的甲組聯賽。
2015/16球季，陳敬德再度協助和富大埔勇奪甲組聯賽冠軍，第三度升班挑戰頂級聯賽，並於升班後首季為球會首度奪得當屆的菁英盃冠軍。
球季結束後，陳敬德離隊，但仍繼續於肇慶市代表當地球隊耀星參與業餘聯賽，及開設自己的足球培訓學校。

## 球會榮譽
和富大埔
- 香港甲組聯賽冠軍（2015–16季度）
- 香港乙組聯賽冠軍（2013–14季度）
- 香港菁英盃冠軍（2016–17季度）
- 香港高級組銀牌冠軍（2012–13季度）

## 外部連結
- 香港足球總會網頁球員註冊資料 （页面存档备份，存于）